# سيغموندور دافيد غونلاوغسون
سيغموندور دافيد غونلاوغسون (بال(ب[Sigmundur Davíð Gunnlaugsson] خطأ: {{اللغة-؟؟}}: النص يحتوي على علامة مائلة (مساعدة))) هو سياسي آيسلندي ولد في 12 مارس 1975 وقد كان رئيس وزراء آيسلندا في الفترة مايو 2013 حتى أبريل 2016. وقد كان رئيس حزب التقدم منذ 2009.
قدم استقالته في 5 أبريل 2016 بعد تسرب وثائق بنما.

## روابط خارجية
- سيغموندور دافيد غونلاوغسون على موقع مونزينجر (الألمانية)